# Betty Harte
Betty Harte (Lebanon, 13 maggio 1882 – Sunland, 3 gennaio 1965) è stata un'attrice e sceneggiatrice statunitense del cinema muto.

## Biografia
Nata in Pennsylvania nel 1882, Betty Harte iniziò a lavorare nel cinema per la Selig Polyscope. Debuttò a fianco di Hobart Bosworth nella versione 1908 di un Dr. Jekyll and Mr. Hyde diretto da Otis Turner, il primo adattamento in assoluto dell'opera di Robert Louis Stevenson. 
Nei suoi primi anni di attrice, Betty Hare fu diretta quasi esclusivamente da Turner e da Francis Boggs. Nel solo 1911, girò trentasette film. Anche se all'epoca i film erano cortometraggi a una o due bobine, si può calcolare come questi venissero prodotti a getto continuo per coprire le richieste delle sale in cui si sarebbero proiettati.
Nella sua carriera che durò fino al 1916, l'attrice girò cento e dodici film. Fu, saltuariamente, anche sceneggiatrice, firmando in tutto quattro film.

## Filmografia

### Attrice
- Dr. Jekyll and Mr. Hyde, regia di Otis Turner – cortometraggio (1908)
- Rip Van Winkle, regia di Otis Turner – cortometraggio (1908)
- Damon and Pythias, regia di Otis Turner – cortometraggio (1908)
- The Spirit of '76, regia di Francis Boggs – cortometraggio (1908)
- The Tenderfoot, regia di Francis Boggs – cortometraggio (1909)
- Boots and Saddles, regia di Francis Boggs – cortometraggio (1909)
- In the Badlands, regia di Francis Boggs – cortometraggio (1909)
- Brains and Brawn, regia di Fred Huntley – cortometraggio (1912)
- In the Sultan's Power, regia di Francis Boggs – cortometraggio (1909)
- The Leopard Queen, regia di Francis Boggs – cortometraggio (1909)
- The Stampede, regia di Francis Boggs – cortometraggio (1909)
- Up San Juan Hill, regia di Francis Boggs – cortometraggio (1909)
- On the Border, regia di Francis Boggs – cortometraggio (1909)
- On the Little Big Horn or Custer's Last Stand, regia di Francis Boggs  (1909)
- Pine Ridge Feud, regia di Francis Boggs  (1909)
- The Christian Martyrs, regia di Otis Turner – cortometraggio (1909)
- Pride of the Range, regia di Francis Boggs – cortometraggio (1910)
- The Courtship of Miles Standish, regia di Otis Turner – cortometraggio (1910)
- The Roman, regia di Francis Boggs – cortometraggio (1910)
- Across the Plains, regia di Francis Boggs – cortometraggio (1910)
- The Common Enemy, regia di Otis Turner – cortometraggio (1910)
- Davy Crockett, regia di Francis Boggs – cortometraggio (1910)
- In the Great Northwest, regia di Francis Boggs – cortometraggio  (1910)
- The Schoolmaster of Mariposa, regia di Francis Boggs – cortometraggio (1910)
- A Tale of the Sea, regia di Francis Boggs – cortometraggio (1910)
- Justinian and Theodora, regia di Otis Turner – cortometraggio (1910)
- The Spy, regia di Otis Turner -  cortometraggio (1911)
- The Haven of Refuge – cortometraggio (1911)
- The Still Alarm, regia di Francis Boggs – cortometraggio (1911)
- The Herders, regia di Francis Boggs – cortometraggio (1911)
- Where There's a Will, There's a Way, regia di Francis Boggs – cortometraggio (1911)
- Range Pals, regia di Francis Boggs – cortometraggio (1911)
- Told in the Sierras, regia di Francis Boggs – cortometraggio (1911)
- A Sacrifice to Civilization, regia di Hobart Bosworth – cortometraggio (1911)
- The New Faith, regia di Hobart Bosworth – cortometraggio (1911)
- The White Medicine Man, regia di Francis Boggs – cortometraggio (1911)
- It Happened in the West, regia di Hobart Bosworth – cortometraggio (1911)
- The Profligate, regia di Francis Boggs – cortometraggio (1911)
- The Knight Errant, regia di Francis Boggs – cortometraggio (1911)
- Slick's Romance, regia di Francis Boggs – cortometraggio (1911)
- Their Only Son, regia di Francis Boggs – cortometraggio (1911)
- The Regeneration of Apache Kid, regia di Francis Boggs – cortometraggio (1911)
- The Blacksmith's Love, regia di Francis Boggs – cortometraggio (1911)
- Through Fire and Smoke, regia di Francis Boggs – cortometraggio (1911)
- How Algy Captured a Wild Man, regia di Francis Boggs – cortometraggio (1911)
- The Heart of John Barlow, regia di Francis Boggs – cortometraggio (1911)
- A Cup of Cold Water, regia di Hobart Bosworth – cortometraggio (1911)
- Shipwrecked, regia di Francis Boggs – cortometraggio (1911)
- The Artist's Sons, regia di Francis Boggs – cortometraggio (1911)
- Out-Generaled, regia di Francis Boggs – cortometraggio (1911)
- Making a Man of Him, regia di Francis Boggs – cortometraggio (1911)
- Captain Brand's Wife, regia di Francis Boggs – cortometraggio (1911)
- The Coquette, regia di Francis Boggs – cortometraggio (1911)
- Old Billy, regia di Francis Boggs – cortometraggio (1911)
- In the Days of Gold, regia di Hobart Bosworth e F.E. Montgomery – cortometraggio (1911)
- The Bootlegger, regia di Hobart Bosworth – cortometraggio (1911)
- Blackbeard, regia di Francis Boggs – cortometraggio (1911)
- An Evil Power, regia di Francis Boggs – cortometraggio (1911)
- A Frontier Girl's Courage, regia di Hobart Bosworth e Frank Montgomery – cortometraggio (1911)
- The Maid at the Helm, regia di Francis Boggs – cortometraggio (1911)
- A Romance of the Rio Grande, co-regia di Otis Thayer e Colin Campbell – cortometraggio (1911)
- George Warrington's Escape, regia di Hobart Bosworth – cortometraggio (1911)
- The Little Widow, regia di Francis Boggs – cortometraggio (1911)
- A Modern Rip, regia di Hobart Bosworth – cortometraggio (1911)
- The Mate of the Alden Bessie, regia di Hobart Bosworth – cortometraggio (1912)
- The Secret Wedding, regia di Frank Montgomery – cortometraggio (1912)
- A Diplomat Interrupted, regia di Frank Montgomery – cortometraggio (1912)
- The Little Stowaway, regia di Frank Montgomery – cortometraggio (1912)
- Disillusioned, regia di Hobart Bosworth – cortometraggio (1912)
- The Danites, regia di Francis Boggs – cortometraggio (1912)
- The Shrinking Rawhide, regia di Frank Montgomery – cortometraggio (1912)
- The Ace of Spades, regia di Colin Campbell – cortometraggio (1912)
- Bounder, regia di Colin Campbell – cortometraggio (1912)
- The Girl of the Lighthouse, regia di Frank Montgomery  – cortometraggio (1912)
- The 'Epidemic' in Paradise Gulch, regia di Frank Montgomery – cortometraggio (1912)
- The Junior Officer, regia di Frank Montgomery – cortometraggio (1912)
- Me an' Bill, regia di Colin Campbell – cortometraggio (1912)
- Brains and Brawn, regia di Fred Huntley – cortometraggio (1912)
- A Child of the Wilderness, regia di Hobart Bosworth – cortometraggio (1912)
- A Reconstructed Rebel, regia di Colin Campbell – cortometraggio (1912)
- The Vision Beautiful, regia di Colin Campbell – cortometraggio (1912)
- The Vow of Ysobel, regia di Fred Huntley – cortometraggio (1912)
- The Girl and the Cowboy, regia di Fred Huntley – cortometraggio (1912)
- The Polo Substitute, regia di Colin Campbell – cortometraggio (1912)
- The Man from Dragon Land, regia di Fred Huntley – cortometraggio (1912)
- The Substitute Model, regia di Hobart Bosworth – cortometraggio (1912)
- The Pirate's Daughter, regia di Hobart Bosworth – cortometraggio (1912)
- An Assisted Elopement, regia di Colin Campbell – cortometraggio (1912)
- How the Cause Was Won, regia di Fred W. Huntley – cortometraggio (1912)
- Getting Atmosphere, regia di Hobart Bosworth – cortometraggio (1912)
- The Fisherboy's Faith, regia di Colin Campbell – cortometraggio (1912)
- His Wedding Eve, regia di Colin Campbell – cortometraggio (1912)
- Her Educator, regia di Lem B. Parker – cortometraggio (1912)
- Kings of the Forest, regia di Colin Campbell – cortometraggio (1912)
- The Vintage of Fate, regia di Lem B. Parker – cortometraggio (1912)
- The Girl of the Mountain, regia di Harry McRae Webster – cortometraggio (1912)
- A Pair of Boots, regia di Charles H. France – cortometraggio (1912)
- Bill's Sweetheart, regia di J. Searle Dawley (1913)
- Master and Man, regia di J. Searle Dawley (1913)
- An Innocent Informer, regia di Ashley Miller (1913)
- The Good in the Worst of Us (1913)
- The Noisy Six, regia di Colin Campbell – cortometraggio (1913)
- An Indian Nemesis (1913)
- The Ironmaster, regia di Reginald Barker (1913)
- Hoodman Blind, regia di James Gordon (1913)
- The Pride of Jennico, regia di J. Searle Dawley (1914)
- A Woman's Triumph, regia di J. Searle Dawley (1914)
- The Next in Command, regia di J. Searle Dawley (1914)
- The Mystery of the Poison Pool, regia di James Gordon (1914)
- Nancy of Stony Isle (1915)
- The Buzzard's Shadow, regia di Tom Ricketts (1915)
- The Bait, regia di William Bowman (1916)
- The Man from Bitter Roots, regia di Oscar Apfel (1916)
- The Heritage of Hate, regia di Burton George (1916)

### Sceneggiatrice
- The Spy, regia di Otis Turner -  cortometraggio (1911)
- Their Only Son, regia di Francis Boggs – cortometraggio (1911)
- The Little Stowaway, regia di Frank Montgomery – cortometraggio (1912)
- The Bridge of Sighs (1915)